# サンコー (広島県)
株式会社サンコー（Sanko Corporation）とは、かつて広島県広島市西区に本社を置き、ビデオ・DVD・CD・コミックのレンタル並びに買取・販売事業、漫画喫茶・インターネットカフェの複合カフェ事業を主な業務としていた企業である。

## 概要
1982年5月にアサヒ書店の屋号で創業。翌1983年10月に「レンタルビデオポパイ」（後の「メディアステーションポパイ」）の1号店を開業してレンタルビデオ事業やCDショップ事業に進出し、広島市内を中心に多店舗展開を行っていき、1986年8月に株式会社サンコーとして法人に改組。
2000年には複合カフェ事業「メディアカフェポパイ」の運営を開始し、広島市中心部や首都圏に積極的な出店を展開し、2008年4月期には約33億5400万円の売上があった。書店や複合カフェ以外にも、以降も自動販売機事業や不動産賃貸事業にも進出して業容を拡大していった。
しかし、「メディアステーションポパイ」における大手同業者との競合、スマートフォンの普及などにより業績が悪化し、「メディアステーションポパイ」を順次閉鎖した上で、「メディアカフェポパイ」を相次いで開業したり、飲食店事業に進出するなどしたが、業績回復には至らず、借入金も年商規模まで膨らむなど財務状況も悪化。このためサンコーは、人件費や仕入れコストの削減、支援スポンサーの選定、事業譲渡で再建を図ろうとしたが奏功しなかった。
2020年1月に債権者が東京地方裁判所へ第三者破産を申し立て、後に第三者破産の審理は広島地方裁判所へ移行することになった。第三者破産の審理期間中も営業は継続されていたが、2020年に発生した新型コロナウイルスにより業績がさらに悪化。このためサンコーは2020年10月15日に、関連会社である株式会社カキタと共に広島地方裁判所から破産手続開始決定を受けた。負債総額は約17億円。
なお、サンコーとカキタ以外の企業が運営している「メディアカフェポパイ」の店舗は継続して営業する。

## 事業所
- 本社
  - 広島県広島市西区庚午南1丁目9番2号

## 沿革
- 1982年（昭和57年）- アサヒ書店開店
- 1984年（昭和59年）- レンタルビデオ事業「メディアステーションポパイ」の運営を開始
- 1986年（昭和61年）6月 - 株式会社サンコー 設立
- 2000年（平成12年）8月 - 複合カフェ事業「メディアカフェポパイ」の運営を開始
- 2006年（平成18年）7月 - 株式会社あらき買収、子会社化
- 2006年（平成18年）7月 - 広告代理店事業の運営を開始
- 2012年（平成24年）6月 - 株式会社カキタ買収、子会社化
- 2013年（平成25年）4月 - 不動産会社 株式会社サンコー企画　設立
- 2014年（平成26年）2月 - 外食産業事業 バルマルエスパーニャ銀座7丁目店開店（2016年10月閉店）
- 2017年（平成29年）4月 - 外食産業事業 牛かつ牛ちゃん新小岩店開店
- 2019年（令和元年）5月 - レンタルビデオ事業「メディアステーションポパイ」南観音店を閉店し、同事業から撤退
- 2020年（令和2年）10月 - 広島地方裁判所から破産手続開始決定を受ける。

## 手掛けていた事業
- 漫画喫茶・インターネットカフェの複合カフェ事業
  - 「メディアカフェポパイ」 17店舗
    - 東京都：3店舗（八王子店・RR町田店・RR下北沢店）
    - 千葉県：3店舗（津田沼店・船橋店・柏店）
    - 埼玉県：2店舗（大宮店・MILK飯能店）
    - 神奈川県：4店舗（横浜駅西口店・本厚木店・大船店・中央林間店）
    - 静岡県：2店舗（沼津駅南口店・浜松店）
    - 愛知県：1店舗（大須301店）
    - 広島県：2店舗（本通店・吉島店）
- 外食産業事業
  - 牛かつ牛ちゃん
    - 千葉県：1店舗（新小岩店）

## 不祥事
- 2008年2月18日、広島県警察は広島県公安委員会の許可を得ずに店内を見通し悪く間仕切りして面積5m²以下の個室を設置[4]し、飲食を提供していたとして、同社及び広島市中区のメディアカフェポパイ2店舗を風俗営業等の規制及び業務の適正化等に関する法律違反（区画席飲食店の無許可営業）で捜索した。
5月15日、同社及び社長と店長らを広島区検察庁に書類送検した。
8月6日、広島区検察庁は本件を起訴猶予処分とした。

## 関連企業
- 株式会社あらき
  - 広島県広島市安佐南区に本社を置く、ビデオ・DVD・CD・コミックのレンタル事業、漫画喫茶・インターネットカフェの複合カフェ事業、外食産業事業を主な業務とする企業である。
- 株式会社カキタ
  - 東京都渋谷区に東京本社、広島県広島市中区に広島本社（登記上の本店）を置く、ビデオ・DVD・CD・コミックのレンタル事業、漫画喫茶・インターネットカフェの複合カフェ事業、ラーメンチェーン事業を主な業務とする企業であった。サンコーに連鎖する形で2020年10月15日広島地方裁判所から破産手続開始決定[1][3]。
- 株式会社サンコー企画
  - 広島県広島市中区に広島本社（登記上の本店）を置く、戸建て住宅を販売する企業である。